# 629

## أحداث
- بداية الحروب الإسلامية البيزنطية في 629 والتي انتهت في 1050.
- غزوة مؤتة
- الراهب البوذي تشيونتسانغ يبدأ رحلته نحو الهند من تشانغآن عاصمة تانغ

## مواليد
- أبو محجن الثقفي أحد الأبطال الشعراء في الجاهلية والإسلام

## وفيات
- أعشى قيس
- جعفر بن أبي طالب
- زيد بن حارثة
- عبد الله بن أم مكتوم